# Bettongia pusilla
Bettongia pusilla a fost un marsupial potoroid care a era întâlnit în Australia. Animalul este cunoscut doar din schelete găsite în peșterile din Deșertul Nullarbor și este clasificat acum ca dispărut recent.

## Taxonomie
Aceasta este o specie a genului Bettongia, un gen care încă include specii vii, din subfamilia Potoroinae. Descrierea a fost publicată pentru prima dată în 1997 de R.A. McNamara, care a folosit exemplare colectate din peșterile Koonalda și Weekes din deșertul Nullarbor. Holotipul este un fragment din maxilarul drept al unui individ tânăr, cu unii dinți absenți, obținut la situl Koonalda. Autorul a recunoscut o descriere anterioară, identificată greșit drept Caloprymnus campestris de Ernest Lundelius și William D. Turnbull în 1984 și referirea informală la o specie de potoroizi. Lucrarea lui McNamara despre noua specie detaliază diagnosticul său ca fiind independent, dar oferă credit pentru descoperire predecesorilor săi, care au identificat taxonul ca „Potoroidul nenumit al lui Thomson” sau „Potoroidul nenumit” (Baynes 1987).
Epitetul pusilla este derivat din latină, o referință la dimensiunea mică a animalului.

## Descriere
Betongia pusilla prezintă o formă de dentiție și structură maxilară care o distinge de alte specii din gen. Mandibula este mai ușoară decât la speciile existente, iar dinții sunt mai mici. Molarii Bettongia pusilla sunt drepți, având coroana ridicată, care contrastează cu forma bulboasă a altor specii de Bettongia.

## Răspândire și habitat
Specia este cunoscută doar dintr-o serie de rămășițe scheletale găsite în peșterile din Deșertul Nullarbor, o regiune aridă din sudul Australiei. Se presupune că specia a dispărut în statele Australia de Vest și de Sud în perioada colonizării.